# Verduni szerződés

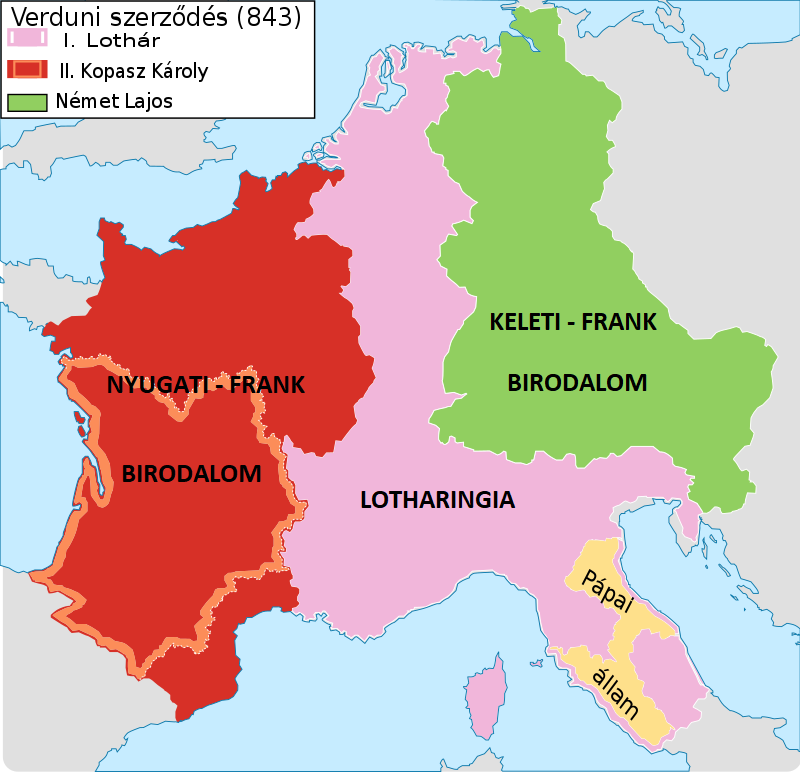
A három részre osztott Frank Birodalom, Nyugati Frank Királyság,Középső Frank Királyság és Keleti Frank Királyság

Nagy Károly unokája, Lothár örökölte apjától az egész Frank Birodalmat a császári címmel együtt. A testvéreivel folyó örökösödési viták polgárháborúba sodorták a túlélő fivéreket, akikkel azonban kénytelen volt megosztani a birodalom területét. A 843-ban kötött verduni szerződés I. Jámbor Lajos frank császár három fia között létrejött egyezmény a Frank Birodalom felosztásáról. Károly kapta a mai modern Franciaország nagyrészét magába foglaló nyugati területeket, Lajos a mai modern Németország nagyrészét magába foglaló keleti területeket (Pannoniával és Alsó-Pannoniával), Lothár pedig  Németalföld, Elzász, Lotaringia, Provence és Lombardia területeit.
A három király egyenlő volt. Lothar megőrizte a császári címet, amely elvesztette az egyetemes jellegét, a császári főváros Aix-la-Chapelle-ben (mai Aachen, Németország) volt.

## Előzményei

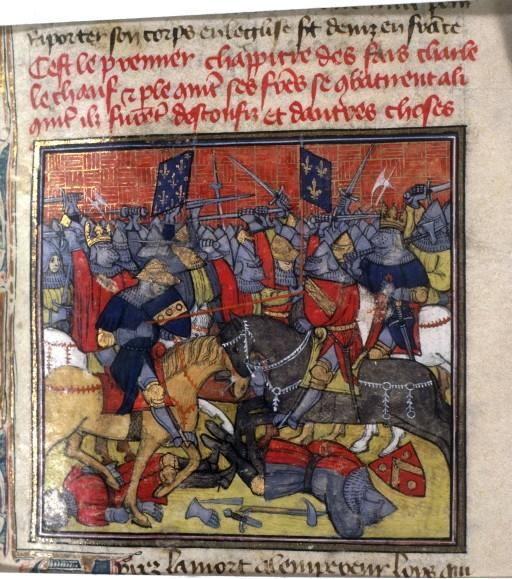
A fontenoy-i csata, illusztráció a Les Grandes Chroniques de France kódexben

A legidősebb fiú, I. Lothár háborúban állt testvéreivel szemben, apjuk I. Lajos frank császár 840-ben bekövetkezett halála óta. A fontenoy-i csatában azonban (841) vereséget szenvedett. Testvérei, II. (Kopasz) Károly és II. (Német) Lajos 842. február 14-én megerősítették szövetségüket a strasbourgi esküvel, amelyben szerződést kötöttek Lothár ellen. Lothár ezt követően már késznek mutatkozott a tárgyalásra.
843-ban a három uralkodó 110 fős küldöttsége előtárgyalásokat folytatott a koblenzi Szent Kasztor-bazilikában. Ezen tárgyalások eredménye nem maradt meg írásos formában, de tudható, hogy nagyapjuk Nagy Károly birodalma, a Frank Birodalom három részre osztásáról való megegyezéssel zárult.

## A szerződés
A fentiek szerint:

A részekre osztott Frank Birodalom, II. Kopasz Károly, I. Lothár, Német Lajos területe

1. A Nyugati Frank Királyság ura II. Kopasz Károly, aki a nyugati területek felett uralkodhatott – ezekből alakul ki majd Franciaország, amely a France tartományról kapta a nevét.
2. A Keleti Frank Királyság ura Német Lajos - uralmát Bajorországban alapozta meg, a keleti tartományok ura lett – amelyek a későbbi Német-római Birodalom, és végső soron a modern Németország alapjául szolgáltak majd. Lajos 828-ban felszámolta Pannonia kettéosztottságát, a tartomány új neve Regio Pannonia lett. Ekkor alakult meg a Burgundi Hercegség is.
3. Lotaringia ura I. Lothár, aki a császári címet is örökli - uralma Itália északi részére terjedt ki. Ő kapta meg a birodalom középső részeit (a későbbi Németalföldet, Lotaringiát, Elzászt, Provence-ot).

Ez a hármas felosztás azonban csak rövid ideig állt fenn. Már 855-ben felosztották a középső királyságot, s mivel ezek a területek semmilyen politikai egységet nem alkottak, hamarosan városok és hercegségek laza halmazává bomlott szét. Ezután a 870-es merseni, valamint a 880-as ribemont-i szerződés további felosztásokról rendelkeztek. 
A felosztások ellenére a Karoling-birodalmat névlegesen és ideológiailag még mindig egységnek tekintették. A felosztások csupán a királyi családon belüli uradalmi területekre vonatkoztak, nem a birodalom valódi felosztására. Mégsem látszódott esély az újraegyesítésre.

## Értékelése
A verduni szerződést nem szabad csupán a hanyatlás és a bomlás jeleként értelmeznünk: figyelembe kell venni azon frank hagyományt, amely szerint – a primogenitúra elvének ellentéteként – a területek és a hatalom megosztandó a fiúutódok között.
Lothár halála után fiai mégtovább osztották háromfelé a Középső Frank Királyság területét: Itália, Lotaringia és Provence területére.
- A Frank Birodalom felosztása időrendben 
  - Verduni szerződés (843)
  - Prümi szerződés(wd) (855)
  - Meersseni szerződés (870)
  - Ribemont-i szerződés (880)

## Galéria

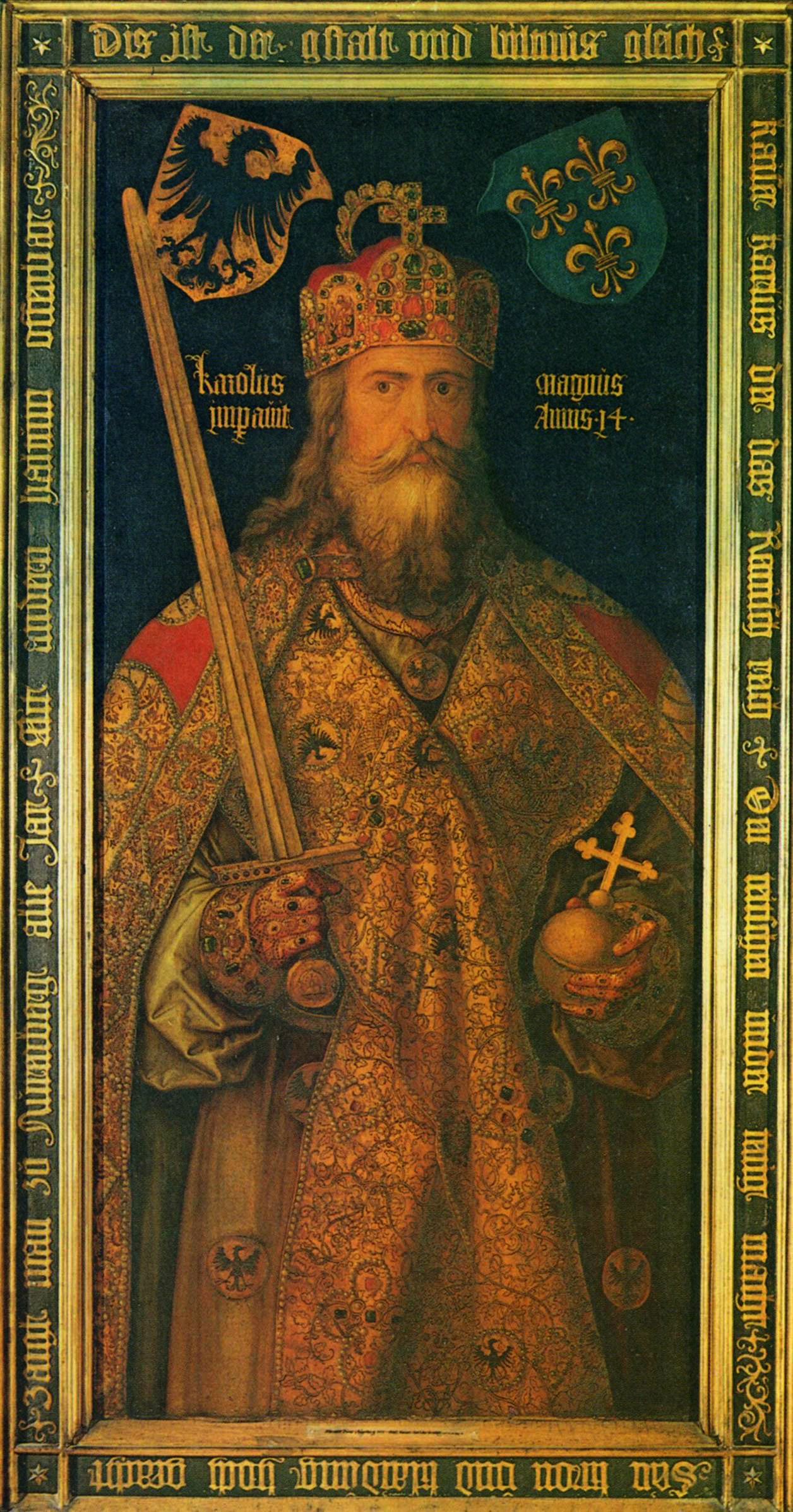
I. Károly frank császár  (742 – 814)

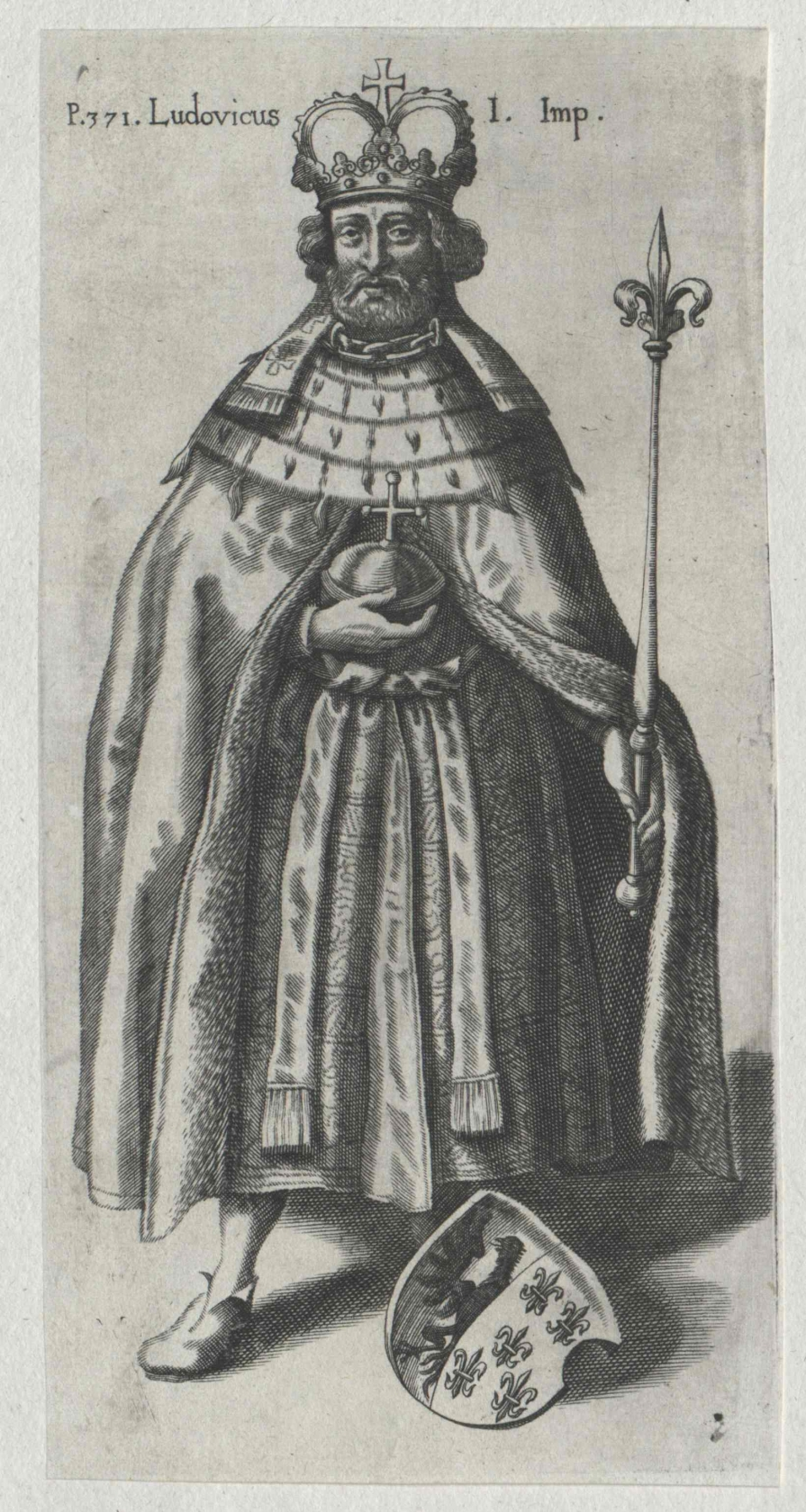
I. Lajos frank császár (778 – 840)

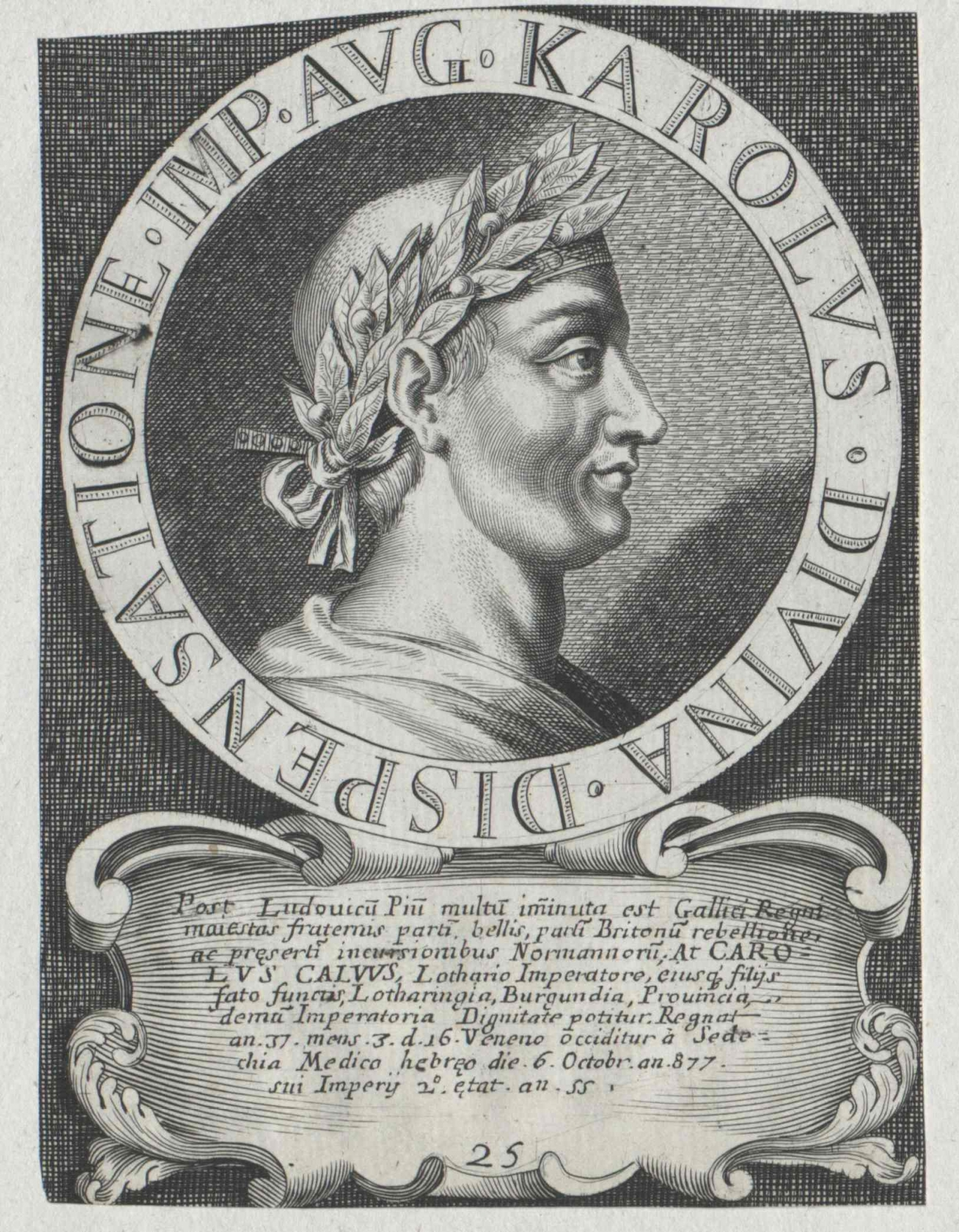
Kopasz Károly nyugati frank király (823 – 877)
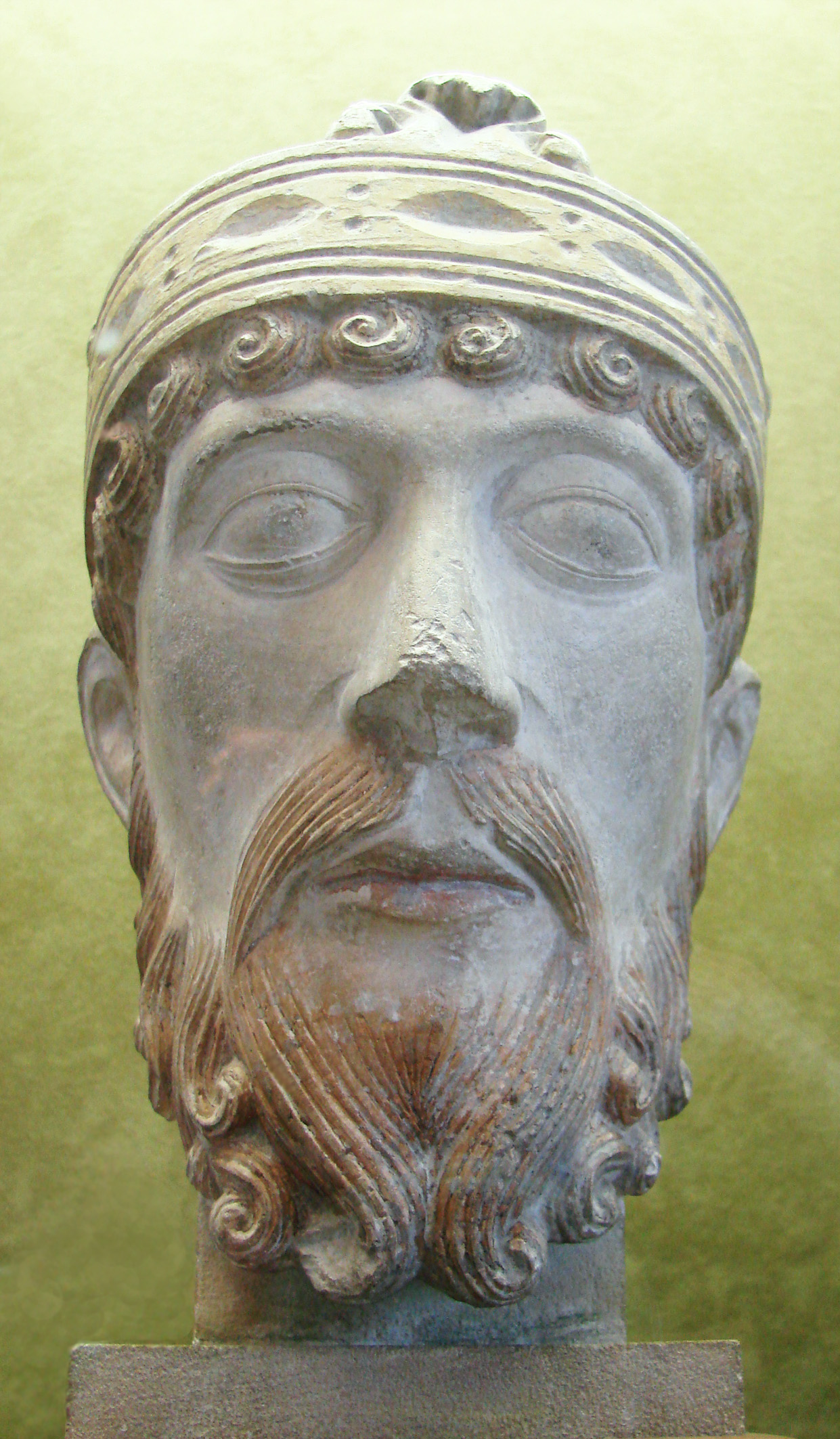
Lothár római császár (795 – 855)
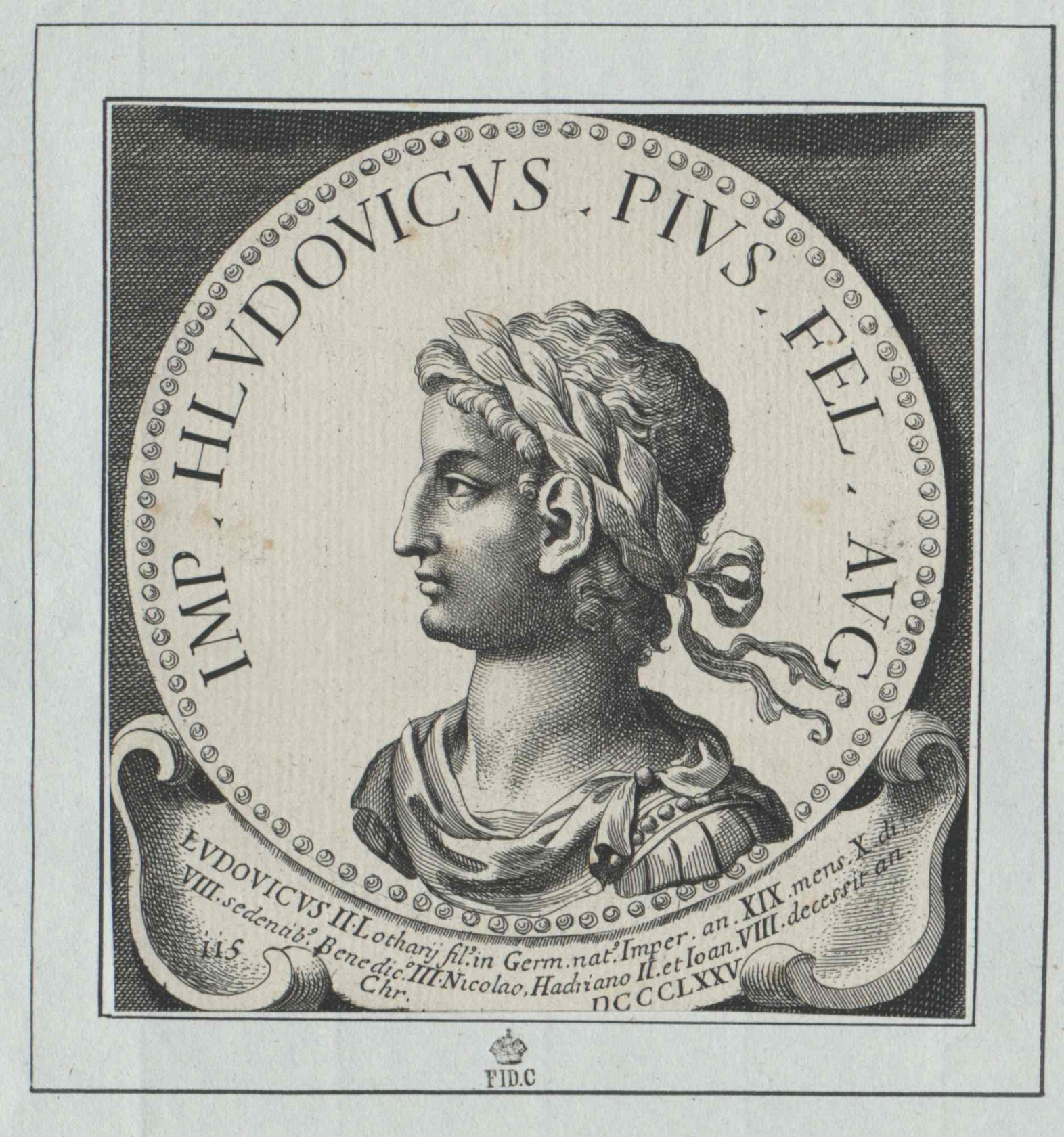
Német Lajos keleti frank király (805 - 876)

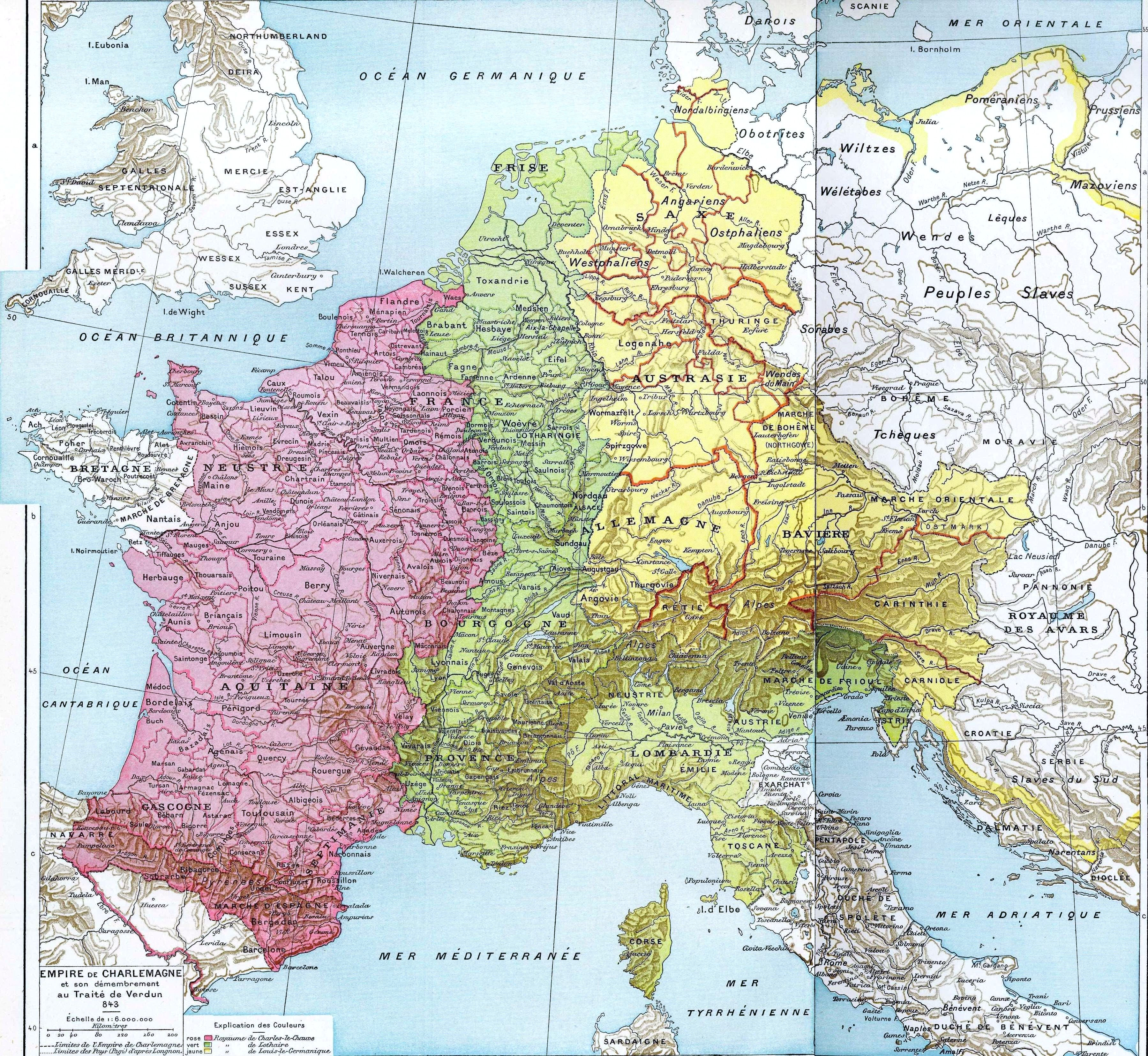
Európa 843-ban